# Fernando Cavallini (szermierz)
Fernando Cavallini (ur. 15 lutego 1893 w Livorno, zm. 4 lutego 1976 tamże) – włoski szermierz.
Wystąpił na igrzyskach olimpijskich w 1912 w Sztokholmie, gdzie odpadł w półfinale indywidualnego turnieju florecistów, a w turnieju drużynowym szablistów zajął 5.–6. miejsce.